# Sa douce maison
Pour plus de détails, voir Fiche technique et Distribution.
Sa douce maison (The House on 56th Street) est un film américain en noir et blanc réalisé par Robert Florey, sorti en 1933.
Il a fait l'objet d'un remake britannique en 1938 sous le titre The Return of Carol Deane.

## Synopsis
Fin du XIXe siècle siècle. Peggy Martin, une belle show girl, est l'amante de Lindon Fiske. Cependant, elle s'éprend d'un jeune homme issu d'une bonne famille, Monte Van Tyle, qu'elle épouse malgré l'opposition de ses parents. Le couple vit heureux jusqu'à ce que Fiske ressurgisse dans la vie de Peggy. L'homme, désormais malade, menace de se suicider avec un revolver pour la récupérer. Peggy essaye de l'en empêcher et, au cours de la lutte pour se saisir de l'arme, un coup part, qui tue Fiske.
Accusée de meurtre, Peggy finit en prison, condamnée à vingt ans de prison. Des années plus tard, son mari Monte meurt au front pendant la Première Guerre mondiale. Eleanor, la fille de Peggy, apprend que sa mère est morte.

## Fiche technique
- Titre : Sa douce maison
- Titre original : The House on 56th Street
- Réalisation : Robert Florey
- Scénario : Joseph Santley (histoire), Austin Parker, Sheridan Gibney
- Photographie : Ernest Haller
- Montage : Howard Bretherton
- Musique : Bernhard Kaun
- Direction artistique : Esdras Hartley
- Costumes : Earl Luick, Orry-Kelly
- Producteur : James Seymour
- Société de production : Warner Bros.
- Société de distribution : Warner Bros.
- Pays de production :  États-Unis
- Langue originale : anglais américain
- Genre : drame
- Format : noir et blanc — 35 mm — 1.37:1 — son : mono
- Durée : 68 minutes
- Dates de sortie :
  - États-Unis : 23 décembre 1933
  - France : 15 juin 1934

## Distribution
- Kay Francis : Peggy Martin Van Tyle, alias Peggy Stone
- Ricardo Cortez : Bill Blaine
- Gene Raymond : Monte Van Tyle ("Monty Van Tyle" au générique)
- John Halliday : Lyndon Fiske
- Margaret Lindsay : Eleanor Van Tyle Burgess
- Frank McHugh : Chester Hunt
- William "Stage" Boyd : Mr. Bonelli (crédité "William Boyd")
- Hardie Albright : Henry Burgess
- Sheila Terry : Dolly
- Phillip Reed : Freddy
- Walter Walker : Dr. Wyman
- Nella Walker : Eleanor Van Tyle